# Khasi jezici
Khasi jezici, podskupina od (4; prije 3) sjevernih mon-khmerskih jezika iz Bangladeša i Indije. Predstavnici su khasi [kha], 865.000 u Indiji (1997); pnar [pbv], 88.000; war ili war-jaintia [aml], 28.000; novopriznat: lyngngam ili lyngam [lyg], 5.000 (Singh 94).
Sjevernu mon-khmersku skupinu čini s jezicima khmu, palaung i jezik mang.

## Vanjske poveznice
- Ethnologue (14th)
- Ethnologue (15th)